# Plac Przydworcowy w Mińsku
Plac Przydworcowy (biał. Прывакзальная плошча) – plac w Mińsku, stolicy Białorusi, przylegający do głównego dworca kolejowego.

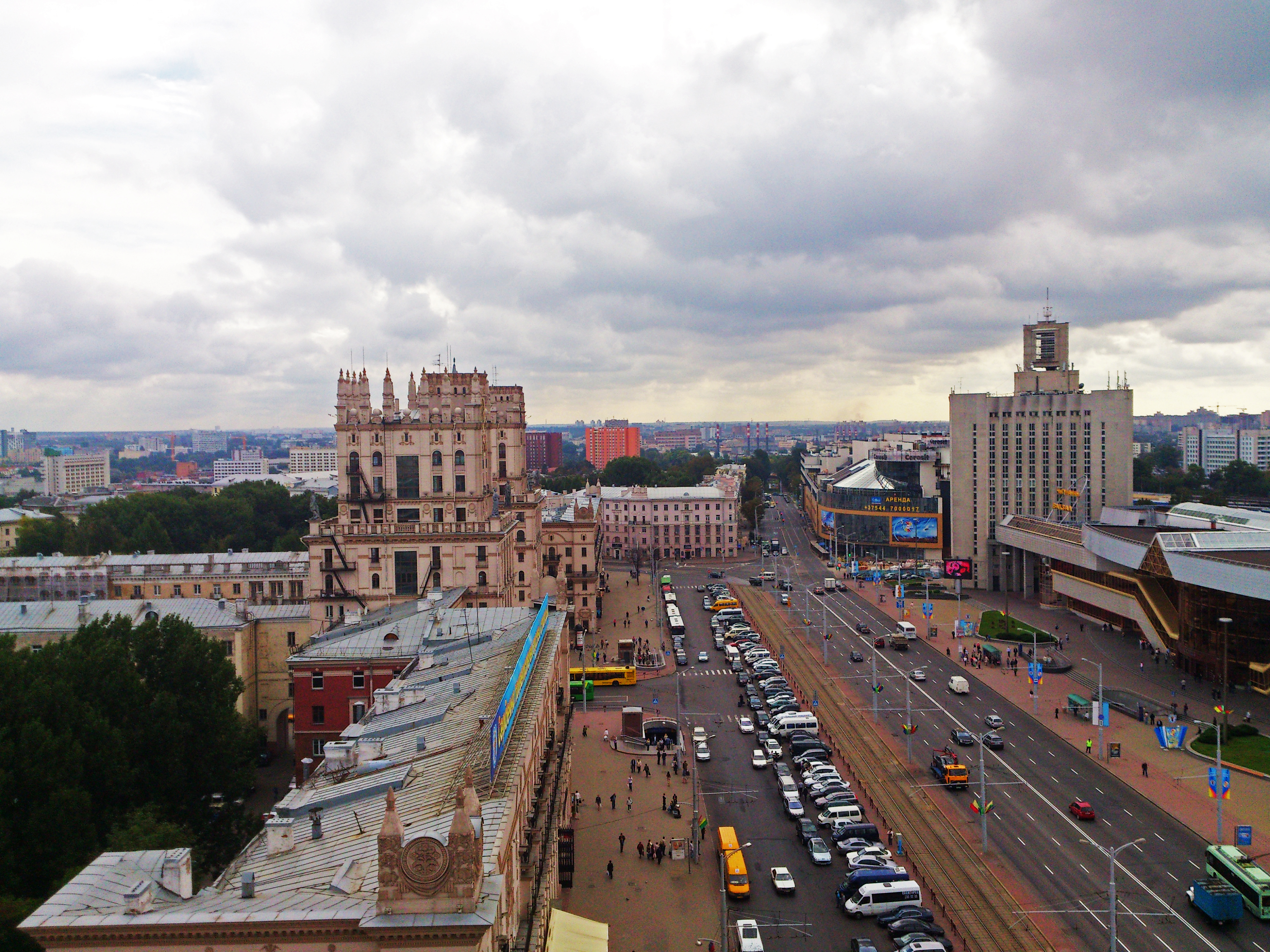
Plac Przydworcowy

Plac ma kształt prostokąta o dłuższym boku wzdłuż ul. Bobrujskiej. Nazywany jest placem trzech dworców, gdyż znajdują się na nim dworce kolejowe – dalekobieżny i podmiejski oraz Centralny Dworzec Autobusowy. Dominującym elementem placu jest znacznych rozmiarów szklana fasada nowego budynku dworca kolejowego.
Naprzeciwko dworca znajduje się zespół budynków wzniesionych jako reprezentacyjny wjazd do miasta. Dwie jedenastopiętrowe wieże umieszczone na rogach symetrycznie rozmieszczonych, pięciopiętrowych domów mieszkalnych, tworzą „Wrota miasta”. Budynki zbudowano w stylu stalinowskiego socrealizmu według projektu leningradzkiego architekta Borysa Rubanienki. Na jednej z wież zainstalowany jest największy na Białorusi zegar, którego średnica tarczy wynosi ponad 3,5 m. Zegar zbudowano na przełomie XIX i XX w. w Niemczech i na Białoruś trafił po drugiej wojnie światowej jako trofeum wojenne. Na drugiej wieży, w analogicznym miejscu znajduje się godło Białoruskiej SRR.

## Historia
Formowanie placu zaczęło się w latach 1871—1874 wraz z budową Dworca Wileńskiego (nie zachowanego do naszych czasów). W 1890 r. wśród drewnianych budynków wzniesiono murowany gmach dworca.
Po rewolucji październikowej 1917 r. plac nosił nazwę "Plac 25 października". W latach 1939–1940 odbywała się przebudowa jego otoczenia.
W czasie drugiej wojny światowej budynek dworca został zrujnowany, ale w 1946 odbudowano go. Obecny wygląd placu Przydworcowego uformował się w latach 1948-1956.
Z placem Przydworcowym związana jest także historia wydarzenia znanego jako "kurłowskie rozstrzelanie". 31 października 1905 w budynku dworca odbyła się demonstracja kolejarzy i innych pracowników miasta. W celu stłumienia strajku miński gubernator P. G. Kurłow wydał rozkaz użycia broni. W rezultacie ponad 80 osób zostało zabitych, a kilkaset odniosło rany.
Pod naciskiem opinii publicznej Kurłow został przeniesiony przez cara do Petersburga. Z inicjatywy kolejarzy rada miasta Mińska w 1905 podjęła decyzję o budowie na placu Przydworcowym, ze środków miasta i organizacji społecznych, pomnika ofiar kurłowskiego rozstrzelania. Rok później pomnik został wzniesiony. Miał on formę masywnego krzyża na cokole, otoczonego z czterech stron niskimi kolumnami, połączonymi zwisającymi łańcuchami. Pomnik do naszych czasów nie zachował się.

## Literatura
- Н. А. Чирський, Е. Н. Чирський Мінськ. Путівник. Мінськ, «Вища школа», 2005, стор. 11. ISBN 985-06-1058-1 (ros.)